# Pražské dohody
Pražské dohody představují tři smlouvy z let 1945–1946, uzavřené mezi československou vládou a Slovenskou národní radou (dále SNR). Definují vztah a distribuci pravomocí mezi centrálními –  československými a periferními – slovenskými státními orgány.

## Okolnosti vzniku
Od vzniku Československé republiky v roce 1918 bylo permanentním správním problémem postavení Slovenska. SNR se již v průběhu Slovenského národního povstání postavila za obnovu společného státu s Čechy. Košický vládní program deklaroval rovnoprávné postavení Slováků. Přesto ve slovenské části státu došlo ke vzniku národních orgánů, jejichž postavení, pravomoci a vztah k centru bylo nutné definovat. Za tímto cílem byly uzavřeny tzv. Pražské dohody.

## První pražská dohoda
První pražská dohoda byla podepsána již 2. června 1945. Jejím obsahem bylo určení postavení Slovenské národní rady a Sboru pověřenců. SNR je dle smlouvy nositelkou státní moci na Slovensku, která není výslovně dána ústředním orgánům. Dále SNR disponuje veškerou mocí vládní, výkonnou a zákonodárnou. Výkonný orgán SNR se nazývá Sbor pověřenců (Zbor povereníkov) a je odpovědný vládě i SNR.

## Druhá pražská dohoda
Druhá pražská dohoda byla podepsána 11. dubna 1946. Posilovala pravomoci prezidenta republiky a centrální vlády, především v personálním obsazení, vůči slovenským orgánům.

## Třetí pražská dohoda
Třetí pražská dohoda z 28. června 1946 byla nejvýznamnější. O její existenci se zasloužili komunisté pod dojmem svého neúspěchu (Komunistické strany Slovenska) ve volbách. Tato smlouva měla za cíl zmírnit výsledky vítězství Demokratické strany na Slovensku. Prostřednictvím dohody byla omezena rozhodovací pravomoc slovenských orgánů, určena předběžná kontrola veškerých rozhodnutí SNR centrální vládou, dále byla centrální vláda oprávněna k přímému výkonu moci na Slovensku, především skrze podřízení pověřenců ministrům.

## Zdroj napětí
Toto asymetrické uspořádání státní správy, které bylo následně kodifikováno Ústavou 9. května v roce 1948, se stalo jedním ze stálých zdrojů napětí mezi Čechy a Slováky ve společném státě.